# Episodi di Belle e pericolose (prima stagione)
La prima stagione della serie televisiva Belle e pericolose è stata trasmessa in anteprima negli Stati Uniti d'America dalla CBS tra il 26 febbraio 1992 e il 17 giugno 1992.
| nº | Titolo originale        | Titolo italiano | Prima TV USA     | Prima TV Italia |
| -- | ----------------------- | --------------- | ---------------- | --------------- |
| 1  | An Eye for an Eye       |                 | 26 febbraio 1992 |                 |
| 2  | Auld Lang Syne          |                 | 4 marzo 1992     |                 |
| 3  | Deathwatch              |                 | 11 marzo 1992    |                 |
| 4  | Die Laughing            |                 | 18 marzo 1992    |                 |
| 5  | Cast the First Stone    |                 | 25 marzo 1992    |                 |
| 6  | Nightmare               |                 | 1º aprile 1992   |                 |
| 7  | Back... and to the Left |                 | 29 aprile 1992   |                 |
| 8  | Deadlier Than the Male  |                 | 13 maggio 1992   |                 |
| 9  | A Touch of Crass        |                 | 20 maggio 1992   |                 |
| 10 | Killing Rock            |                 | 27 maggio 1992   |                 |
| 11 | With Intent to Kill     |                 | 3 giugno 1992    |                 |
| 12 | Obsession               |                 | 17 giugno 1992   |                 |